# Tipula costaricensis
Tipula costaricensis är en tvåvingeart som först beskrevs av Alexander 1922.  Tipula costaricensis ingår i släktet Tipula och familjen storharkrankar.
Artens utbredningsområde är Costa Rica. Inga underarter finns listade i Catalogue of Life.